# Royal Caribbean International
Royal Caribbean International ist eine 1968 gegründete Kreuzfahrtgesellschaft und eine Tochtergesellschaft des liberianischen Unternehmens Royal Caribbean Group. Das Unternehmen betreibt 29 Schiffe, welche sieben Klassen zugeordnet sind (Stand: August 2025), darunter auch die acht größten Kreuzfahrtschiffe der Welt, die Schiffe der Oasis- und Icon-Klasse.

## Unternehmens- und Markengeschichte

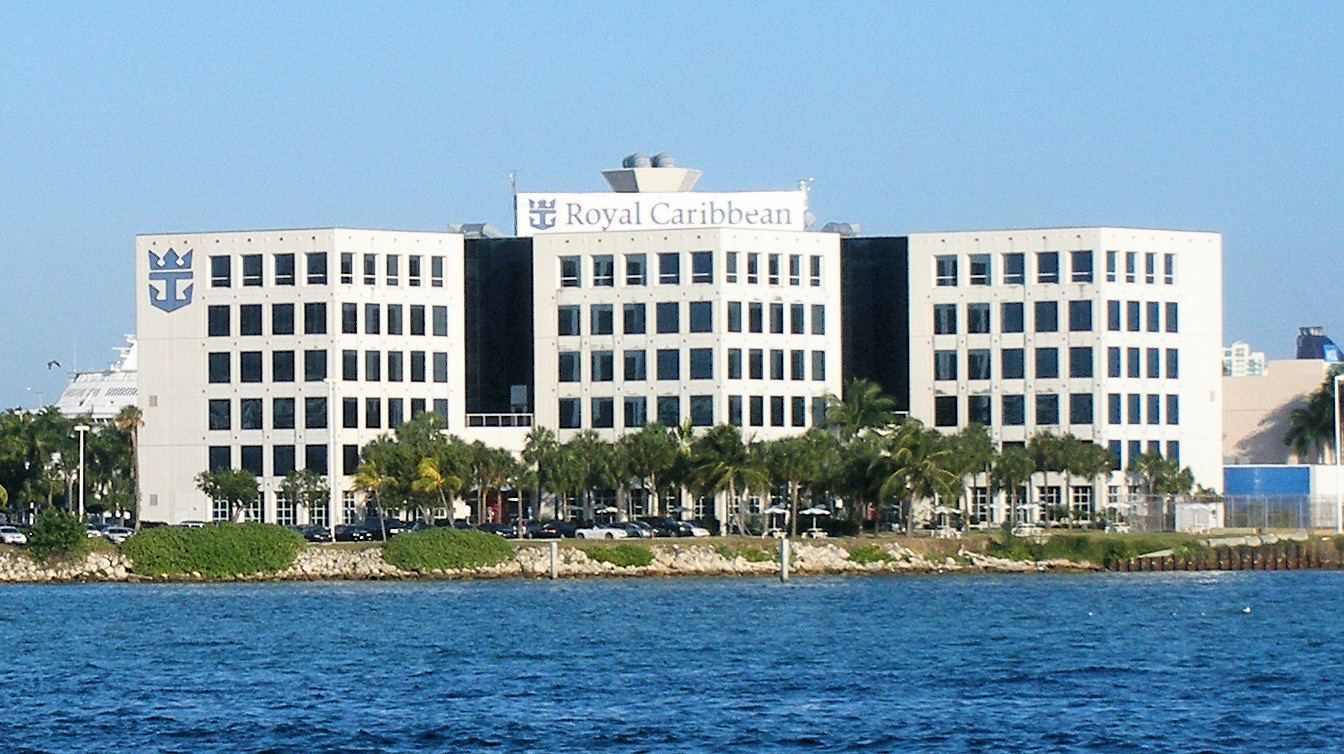
US-Hauptverwaltung in Miami, Florida

1968 wurde die Royal Caribbean Cruise Line (RCCL) von den norwegischen Reedereien Anders Wilhelmsen & Company, I.M. Skauge & Company und Gotaas-Larsen gegründet und stellte zwei Jahre später ihr erstes Kreuzfahrtschiff, die Song of Norway, in Dienst. Im darauffolgenden Jahr folgte die Nordic Prince, 1972 dann schließlich die Sun Viking. Nach vier Jahren erfolgreichem Betrieb der RCCL wurde die Song of Norway um rund 25 Meter verlängert.
Ein Übernahmeversuch der RCCL durch die Carnival Cruise Lines konnte im letzten Moment abgewehrt werden. Während Skaugen und Gotaas-Larsen das Angebot annehmen wollten, hat Wilhelmsen im Verbund mit der Hyatt-Hotelgruppe das Carnival-Angebot unterlaufen. Die beiden Partner sind nun alleinige Besitzer der RCCL. 1988 fusioniert die RCCL mit Admiral Cruises zur Royal Admiral Cruises (später dann aber wieder RCCL). Nach einer Umstrukturierung des Unternehmens wurde die Sovereign of the Seas in Dienst gestellt – das größte Kreuzfahrtschiff seiner Zeit. Sie war das erste Kreuzfahrtschiff mit einem offenen Atrium. Zwei Jahre später gingen die Nordic Empress und die Viking Serenade in den Dienst und setzten das schnelle Wachstum innerhalb des Unternehmens fort.
Im folgenden Jahr ging die Monarch of the Seas in Dienst, das zweite Schiff der Sovereign-Klasse. Die Majesty of the Seas wurde ein Jahr später abgeliefert. Die große Passagierkapazität der Schiffe und der wachsende Marktanteil ermunterten RCCL, 1993 an die Börse zu gehen. In den kommenden Jahren stieg das Wachstum des Unternehmens weiter. Der neue Hauptsitz in Miami wurde fertiggestellt und die Nordic Prince wurde von der Legend of the Seas ersetzt. Das nächste Jahr brachte Gewinn. Zwei weitere Schiffe gingen in Dienst, die Splendour of the Seas und die Grandeur of the Seas. 1996 schloss das Unternehmen mit Aker Yards einen Vertrag über neue 130.000-BRZ-Schiffe ab. Das älteste Schiff, die Song of Norway, wurde verkauft, und zwei neue Schiffe der Vision-Klasse gingen in Dienst, die Rhapsody of the Seas und die Enchantment of the Seas. Das Unternehmen erwarb die Celebrity Cruises und wechselte den Namen von Royal Caribbean Cruise Line zu Royal Caribbean International. Im folgenden Jahr wurde das Unternehmen als „modernes Kreuzfahrtunternehmen“ gekennzeichnet, als die Song of America und die Sun Viking außer Dienst gingen. 1998 ging die Vision of the Seas in Dienst, das letzte Schiff der Vision-Klasse. 2004 wurde die Enchantment of the Seas um rund 22 Meter verlängert.
1999 wurde die Voyager of the Seas in Dienst gestellt. Sie war das größte Kreuzfahrtschiff seiner Zeit und brachte viel Aufmerksamkeit in den Medien mit sich. In den nächsten zwei Jahre folgten die Explorer of the Seas und das erste umweltfreundliche Kreuzfahrtschiff, Radiance of the Seas, sowie das neue Ziel Alaska. 2002 gaben die Navigator of the Seas sowie die Brilliance of the Seas, das zweite Schiff der Radiance-Klasse, ihr Debüt. Im selben Jahr strebte RCI eine Fusion mit P&O-Princess Cruises Ltd. (P&O) an, Carnival gab darauf ein 5,67 Milliarden US-Dollar schweres Kaufangebot für P&O-Princess Cruises ab, das schließlich von den P&O-Aktionären akzeptiert wurde. RCI blieb damit die Nummer zwei im Kreuzfahrtgeschäft. Auf der Serenade of the Seas und der Mariner of the Seas wurden Kletterwände eingeführt und so zum neuen Erkennungszeichen der Royal Caribbean. Die Jewel of the Seas folgte 2004, und die Nordic Empress wurde renoviert und umbenannt in Empress of the Seas.
Der Bau der Freedom of the Seas begann 2005 bei Aker Finnyards. Das Schiff ging als größtes Passagierschiff der Welt in Dienst. In der Freedom-Klasse gibt es noch zwei weitere Schiffe: die Liberty of the Seas und die Independence of the Seas, die 2007 und 2008 fertiggestellt wurden. Noch größere Schiffe, die Oasis of the Seas und die Allure of the Seas, sind seit 2009 bzw. 2010 im Dienst.
Die 2011 bestellten Schiffe der Quantum-Klasse waren bei ihrer Fertigstellung 2014 und 2015 die zweitgrößten Passagierschiffe der Welt. 2013 bestellte RCI ein weiteres Schiff der Oasis-Klasse mit einer Option auf zwei weitere Schiffe. Das erste Schiff, die Harmony of the Seas, wurde 2016 abgeliefert. Das zweite Schiff, die Symphony of the Seas wurde 2018 abgeliefert. Beide Schiffe waren jeweils nochmals größer als die vorausgegangenen und damit bei der Indienststellung die größten Kreuzfahrtschiffe der Welt.
Von 2015 bis 2017 wurden 13 Schiffe von Royal Caribbean mit Scrubbern ausgestattet. Eine der sechs Hauptmaschinen der Liberty of the Seas wurde bereits 2012 mit einem Scrubber ausgestattet. Die Systeme werden von den Firmen Wärtsilä und Alfa Laval geliefert. Bei den Schiffen der Quantum-Klasse wurden von Anfang an Scrubber eingebaut. Damit verfügten im Jahr 2021 insgesamt 22 von 25 Royal Caribbean Schiffen über Scrubber.
Im Dezember 2020, während der COVID-19-Pandemie, setzte Royal Caribbean die Fahrten seiner gesamten Flotte aus. Die Quantum of the Seas war das erste und einzige Schiff von Royal Caribbean, das die Fahrt im Dezember 2020 unter den vorgegebenen Gesundheits- und Sicherheitsbestimmungen der lokalen Behörden von Singapur aus aufnahm.
Im Juli 2024 bestätigte CEO Michael Bayley Pläne für eine neue Schiffsklasse mit dem Namen Discovery-Klasse, deren Einheiten deutlich kleiner als die Schiffe der Icon- und der Oasis-Klasse werden sollen und als Ersatz für die älteren Schiffe der Vision- und der Radiance-Klasse dienen könnten.

## Flotte

### Aktuelle Flotte
| Name                     | Foto          | Bestellung    | Jungfernfahrt bei RCI | BRZ           | Kabinen       | Decks         | Decks         |               |               |               |               |               |
| Vision-Klasse            | Vision-Klasse | Vision-Klasse | Vision-Klasse         | Vision-Klasse | Vision-Klasse | Vision-Klasse | Vision-Klasse | Vision-Klasse | Vision-Klasse | Vision-Klasse | Vision-Klasse | Vision-Klasse |
| ------------------------ | ------------- | ------------- | --------------------- | ------------- | ------------- | ------------- | ------------- | ------------- | ------------- | ------------- | ------------- | ------------- |
| Grandeur of the Seas     |               | 14. Feb. 1994 | 14. Dez. 1996         | 73.817        | 996           | 10            |               |               |               |               |               |               |
| Rhapsody of the Seas     |               | 1. Jan. 1994  | 19. Mai 1997          | 78.491        | 1.000         | 12            |               |               |               |               |               |               |
| Enchantment of the Seas  |               | 3. Aug. 1994  | 13. Juli 1997         | 82.910        | 1.126         | 12            |               |               |               |               |               |               |
| Vision of the Seas       |               | 1. Jan. 1994  | 2. Mai 1998           | 78.491        | 975           | 12            |               |               |               |               |               |               |
| Radiance-Klasse          |               |               |                       |               |               |               |               |               |               |               |               |               |
| Radiance of the Seas     |               | 28. Apr. 1998 | 7. Apr. 2001          | 90.090        | 1.057         | 13            |               |               |               |               |               |               |
| Brilliance of the Seas   |               | 9. Apr. 1998  | 19. Juli 2002         | 90.090        | 1.057         | 13            |               |               |               |               |               |               |
| Serenade of the Seas     |               | 15. Nov. 1999 | 1. Aug. 2003          | 90.090        | 1.055         | 13            |               |               |               |               |               |               |
| Jewel of the Seas        |               | 15. Nov. 1999 | 8. Mai 2004           | 90.090        | 1.057         | 13            |               |               |               |               |               |               |
| Voyager-Klasse           |               |               |                       |               |               |               |               |               |               |               |               |               |
| Voyager of the Seas      |               | 7. Jan. 1997  | 21. Nov. 1999         | 138.194       | 1.557         | 15            |               |               |               |               |               |               |
| Explorer of the Seas     |               | 20. März 1997 | 28. Okt. 2000         | 138.194       | 1.557         | 15            |               |               |               |               |               |               |
| Adventure of the Seas    |               | 17. Juni 1998 | 18. Nov. 2001         | 137.276       | 1.557         | 15            |               |               |               |               |               |               |
| Navigator of the Seas    |               | 24. Mai 2000  | 14. Dez. 2002         | 139.570       | 1.557         | 15            |               |               |               |               |               |               |
| Mariner of the Seas      |               | 1. März 2000  | 16. Nov. 2003         | 138.279       | 1.557         | 15            |               |               |               |               |               |               |
| Freedom-Klasse           |               |               |                       |               |               |               |               |               |               |               |               |               |
| Freedom of the Seas      |               | 18. Sep. 2003 | 6. Mai 2006           | 154.407       | 1.817         | 15            |               |               |               |               |               |               |
| Liberty of the Seas      |               | 30. Sep. 2004 | 19. Mai 2007          | 154.407       | 1.817         | 15            |               |               |               |               |               |               |
| Independence of the Seas |               | 2. Apr. 2005  | Mai 2008              | 154.407       | 1.817         | 15            |               |               |               |               |               |               |
| Oasis-Klasse             |               |               |                       |               |               |               |               |               |               |               |               |               |
| Oasis of the Seas        |               | 4. Feb. 2006  | 1. Dez. 2009          | 226.838       | ca. 2.800     | 17            |               |               |               |               |               |               |
| Allure of the Seas       |               | 31. März 2007 | Nov. 2010             | 225.282       | ca. 2.800     | 17            |               |               |               |               |               |               |
| Harmony of the Seas      |               | 27. Dez. 2012 | 20. Mai 2016          | 226.963       | 2.700         | 17            |               |               |               |               |               |               |
| Symphony of the Seas     |               | 9. Mai 2014   | 2018                  | 228.081       | 2.700         | 17            |               |               |               |               |               |               |
| Wonder of the Seas       |               | Mai 2016      | 2022                  | 235.600       | >2.700        | 18            |               |               |               |               |               |               |
| Utopia of the Seas       |               | 2019          | 2024                  | 236.473       | >2.700        | 18            |               |               |               |               |               |               |
| Quantum-Klasse           |               |               |                       |               |               |               |               |               |               |               |               |               |
| Quantum of the Seas      |               | Feb. 2011     | 1. Nov. 2014          | 168.666       | 2.090         | 16            |               |               |               |               |               |               |
| Anthem of the Seas       |               | Feb. 2011     | 20. Apr. 2015         | 168.666       | 2.076         | 16            |               |               |               |               |               |               |
| Ovation of the Seas      |               | 30. Mai 2013  | 14. Apr. 2016         | 168.666       | 2.090         | 16            |               |               |               |               |               |               |
| Spectrum of the Seas     |               | Mai 2015      | 2019                  | 169.379       | 1.550         | 16            |               |               |               |               |               |               |
| Odyssey of the Seas      |               | 2015          | 2021                  | 167.704       | 2.090         | 16            |               |               |               |               |               |               |
| Icon-Klasse              |               |               |                       |               |               |               |               |               |               |               |               |               |
| Icon of the Seas         |               | Okt. 2016     | 27. Jan. 2024         | 248.663       | 2.815         | 20            |               |               |               |               |               |               |
| Star of the Seas         |               | Okt. 2016     | 2025 (geplant)        | 248.663       | ~ 2.805       | 20            |               |               |               |               |               |               |

| Flüggiggasantrieb |

### Zukünftige Flotte
| Name               | Klasse       | Bestellung | Geplante Ablieferung | BRZ      | Kabinen | Decks | Decks |
| ------------------ | ------------ | ---------- | -------------------- | -------- | ------- | ----- | ----- |
| Legend of the Seas | Icon-Klasse  |            | 2026 (geplant)       | ~250.000 | ~2.800  | 20    |       |
| [ 23 ]             | Icon-Klasse  | Aug. 2024  | 2027 (geplant)       | ~250.000 | ~2.800  | 20    |       |
| [ 24 ]             | Oasis-Klasse | Feb. 2024  | 2027 (geplant)       | ~230.000 |         |       |       |

Zudem wurden im Juli 2024 Pläne für eine neue Discovery-Klasse bekannt. Die Schiffe dieser Klasse sollen deutlich kleiner werden als die der Vorgänger-Klassen Oasis und Icon. Potenziell könnte die Discovery-Klasse als Ersatz für die älteren Radiance- und Vision-Schiffe dienen.
| Flüggiggasantrieb |

### Ehemalige Flotte
| Name                               | Foto | Bestellung    | Jungfernfahrt bei RCI | außer Dienst bei RCI | BRZ    | Bemerkungen/Status                                                 |
| ---------------------------------- | ---- | ------------- | --------------------- | -------------------- | ------ | ------------------------------------------------------------------ |
| Song of Norway                     |      |               | 1970                  | 1996                 | 22.945 | Song-of-Norway-Klasse 2013 verschrottet                            |
| Nordic Prince                      |      |               | 1971                  | 1995                 | 23.149 | Song-of-Norway-Klasse 2015 verschrottet                            |
| Sun Viking                         |      |               | 1972                  | 1998                 | 18.455 | Song-of-Norway-Klasse 2022 verschrottet                            |
| Song of America                    |      | 1. Nov. 1979  | 5. Dez. 1982          | 1999                 | 37.584 | 2025 verschrottet                                                  |
| Sovereign of the Seas              |      | 1. Juni 1985  | 16. Jan. 1988         | 2008                 | 73.529 | Sovereign-Klasse 2020 verschrottet                                 |
| Nordic Empress Empress of the Seas |      | 1. Dez. 1987  | 25. Juni 1990         | 2020                 | 48.563 | als Empress in Fahrt für Cordelia Cruises                          |
| Viking Serenade                    |      | 12. März 1980 | 1990                  | 2002                 | 40.132 | 2018 verschrottet                                                  |
| Monarch of the Seas                |      |               | 17. Nov. 1991         | 2013                 | 73.937 | Sovereign-Klasse 2020 verschrottet                                 |
| Majesty of the Seas                |      | 1. Sep. 1989  | 26. Apr. 1992         | 2020                 | 74.077 | Sovereign-Klasse als Majesty of the Oceans in Fahrt für Seajets    |
| Legend of the Seas                 |      | 1. März 1993  | 16. Mai 1995          | 2017                 | 69.472 | Vision-Klasse als Marella Disvovery 2 in Fahrt für Marella Cruises |
| Splendour of the Seas              |      | 1. März 1993  | 31. März 1996         | 2016                 | 69.130 | Vision-Klasse als Marella Disvovery in Fahrt für Marella Cruises   |

## Schiffsklassen
Die Schiffe der RCI außer den Schiffen der Oasis-Klasse und der Quantum-Klasse beinhalten die Viking Crown Lounge mit Panoramablick, die auf dem obersten Deck zu finden ist. Des Weiteren bieten die meisten Schiffe u. a. eine Kletterwand, Bars, Lounges, Fitness- und Erholungscenter, einen Hauptspeisesaal und alternative Speisesäle. Es gibt spezielle Kinder- und Jugendprogramme.

### Icon-Klasse
→ Hauptartikel: Icon-Klasse

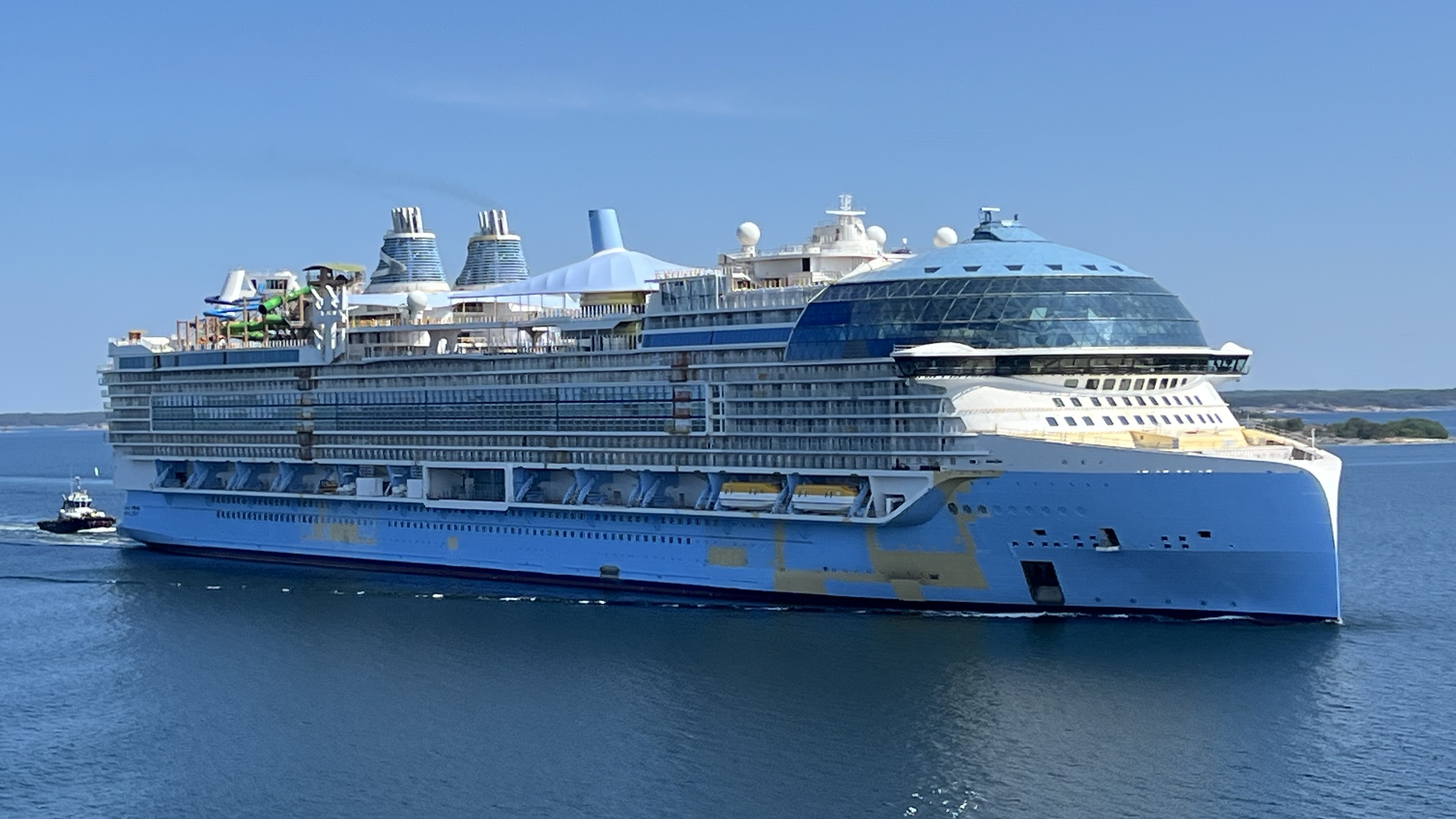
Icon of the Seas

Im Oktober 2016 wurden bei Meyer Turku zwei mit rund 250.000 BRZ vermessende Schiffe unter Finanzierungsvorbehalt in Auftrag gegeben. Die Schiffe sollen über einen Flüssigerdgasantrieb verfügen. Für einen Großteil der Stromversorgung des Hotelteils will die Meyer Werft Brennstoffzellen einsetzen. Diese sind bisher noch nicht für den Einsatz auf solchen Schiffen zugelassen und sollen daher schrittweise bei vorherigen Schiffen der Werft eingeführt werden. Ein drittes Schiff wurde 2019 bestellt. Ursprünglich war die Ablieferung der Schiffe für 2022, 2024 bzw. 2025 vorgesehen. Im Zuge der COVID-19-Pandemie wurde dies um jeweils ein Jahr auf 2023, 2025 und 2026 verschoben. Das erste Schiff, die Icon of the Seas, wurde im November 2023 abgeliefert.
- Icon of the Seas
- Star of the Seas
- Legend of the Seas (Neubau 2026)[30]

### Quantum-Klasse
→ Hauptartikel: Quantum-Klasse

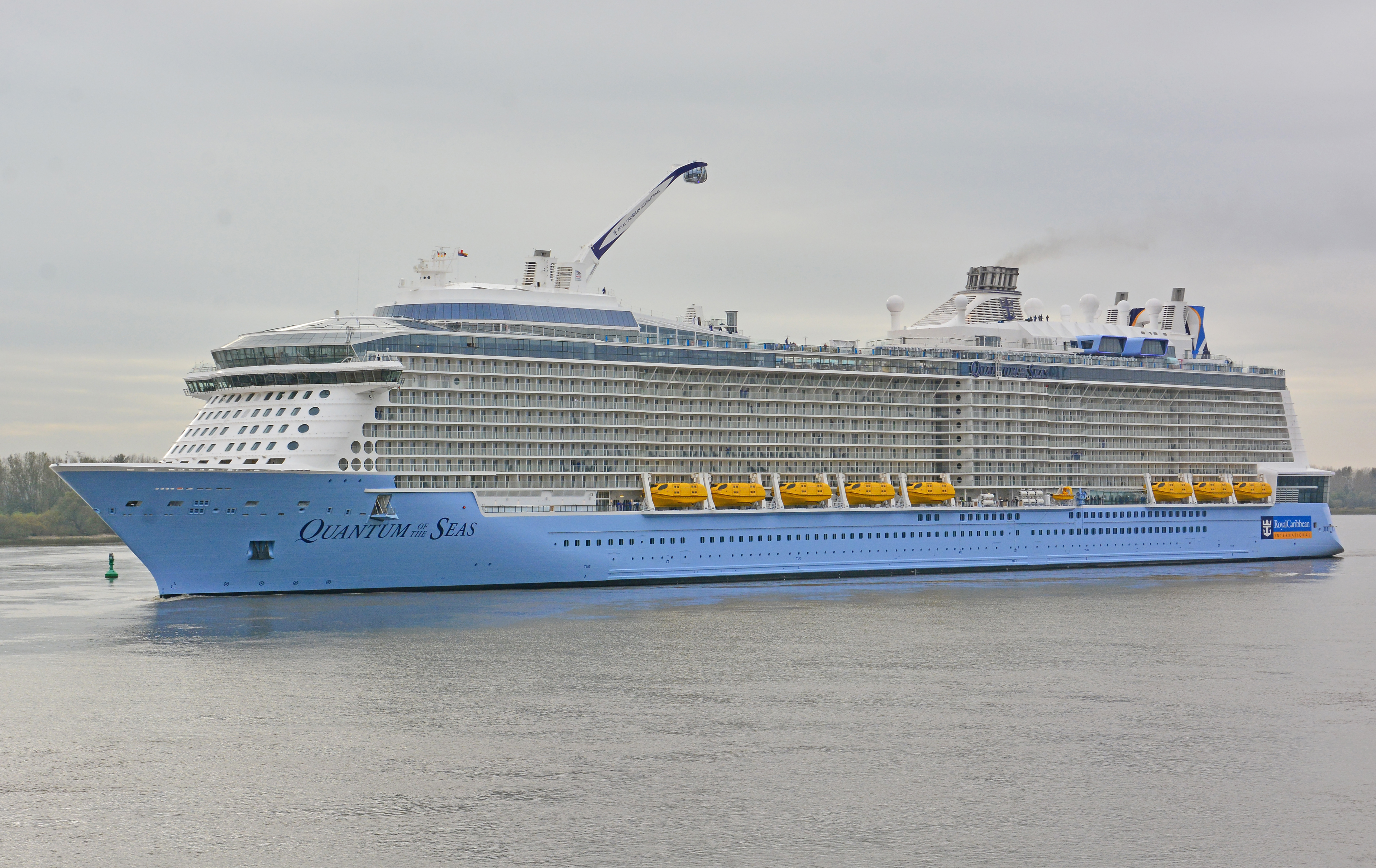
Quantum of the Seas

Die fünf Schiffe der Quantum-Klasse wurden von der Meyer Werft in Papenburg gebaut und von 2014 bis 2021 abgeliefert. Die Klasse ist nach dem Typschiff Quantum of the Seas benannt. Die Schiffe haben eine Vermessung von rund 168.800 BRZ, bieten Platz für 4.180 Passagiere, sind 348 Meter lang und 41 Meter breit. Damit war die Quantum of the Seas zum Zeitpunkt der Indienststellung das drittgrößte Passagierschiff der Welt. Die Höchstgeschwindigkeit beträgt 22 Knoten.
- Quantum of the Seas[32]
- Anthem of the Seas[33]
- Ovation of the Seas
- Spectrum of the Seas
- Odyssey of the Seas[34]

### Oasis-Klasse

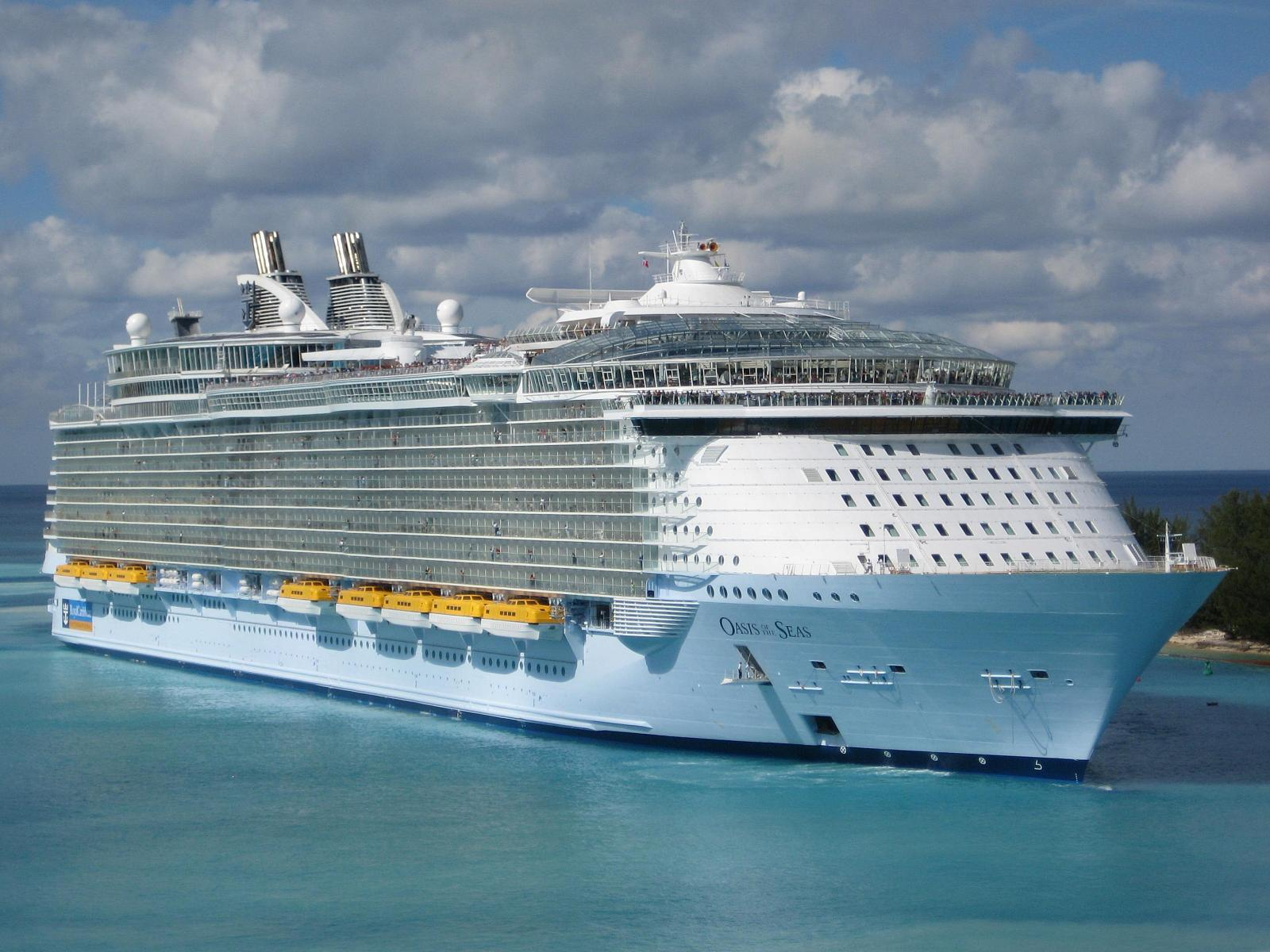
Oasis of the Seas

Das erste Schiff der Klasse, die Oasis of the Seas, wurde im Oktober 2009 fertiggestellt und löste die Schiffe der Freedom-Klasse als größte Passagierschiffe der Welt ab. 2010 folgte die Allure of the Seas. Die Schiffe dieser Klasse haben eine Tonnage von 226.838 BRZ, beziehungsweise 225.282 BRZ und sind in der Lage, bis zu 6.400 Passagiere aufzunehmen. Die Baukosten beliefen sich auf je circa 900 Mio. Dollar pro Schiff. Beide Schiffe entstanden bei STX Finland in Turku. Die Oasis of the Seas hat seit einer Renovierung 2014 keine Viking Crown Lounge mehr.
Im Mai 2016 wurde das dritte Schiff der Klasse, die Harmony of the Seas, in Dienst gestellt. Dieses entstand jedoch, wie auch die folgenden Schiffe, bei STX France (heute: Chantiers de l’Atlantique) in Saint-Nazaire. Bei der Harmony of the Seas handelt es sich um eine leicht vergrößerte Version der Oasis-Klasse, die Vermessung beträgt rund 226.963 BRZ. Ein viertes Schiff, die Symphony of the Seas, wurde 2018 in Dienst gestellt. Mit einer Vermessung von 228.081 BRZ ist sie nochmals größer als ihre Vorgängerinnen.
Im Mai 2016 wurde bei STX France ein fünftes Schiff, die Wonder of the Seas, mit geplanter Ablieferung im Jahr 2021 in Auftrag gegeben. 2019 bestellte Royal Caribbean ein bereits zuvor optioniertes sechstes Schiff der Klasse mit geplanter Ablieferung 2023 im Jahr bei Chantiers de l’Atlantique. Die Ablieferung der letzten beiden Schiffe wurde jedoch im Zuge der COVID-19-Pandemie auf 2022 und 2024 verschoben. Das fünfte Schiff der Klasse, die Wonder of the Seas, wurde im Januar 2022 abgeliefert. Mit einer Tonnage von 235.600 BRZ löste sie ihre Vorgängerin als größtes Kreuzfahrtschiff der Welt ab. Das sechste Schiff, die Utopia of the Seas, folgte im Juni 2024. Als erstes Schiff der Klasse verfügt es über einen LNG-Antrieb.
Im Februar 2024 wurde bekannt, dass Royal Caribbean International und Chantiers de l’Atlantique eine Vereinbarung über ein siebtes Schiff der Klasse mit Ablieferung 2028 getroffen haben.
- Oasis of the Seas
- Allure of the Seas
- Harmony of the Seas
- Symphony of the Seas[46]
- Wonder of the Seas
- Utopia of the Seas
- N. N. (Neubau 2028)

### Freedom-Klasse

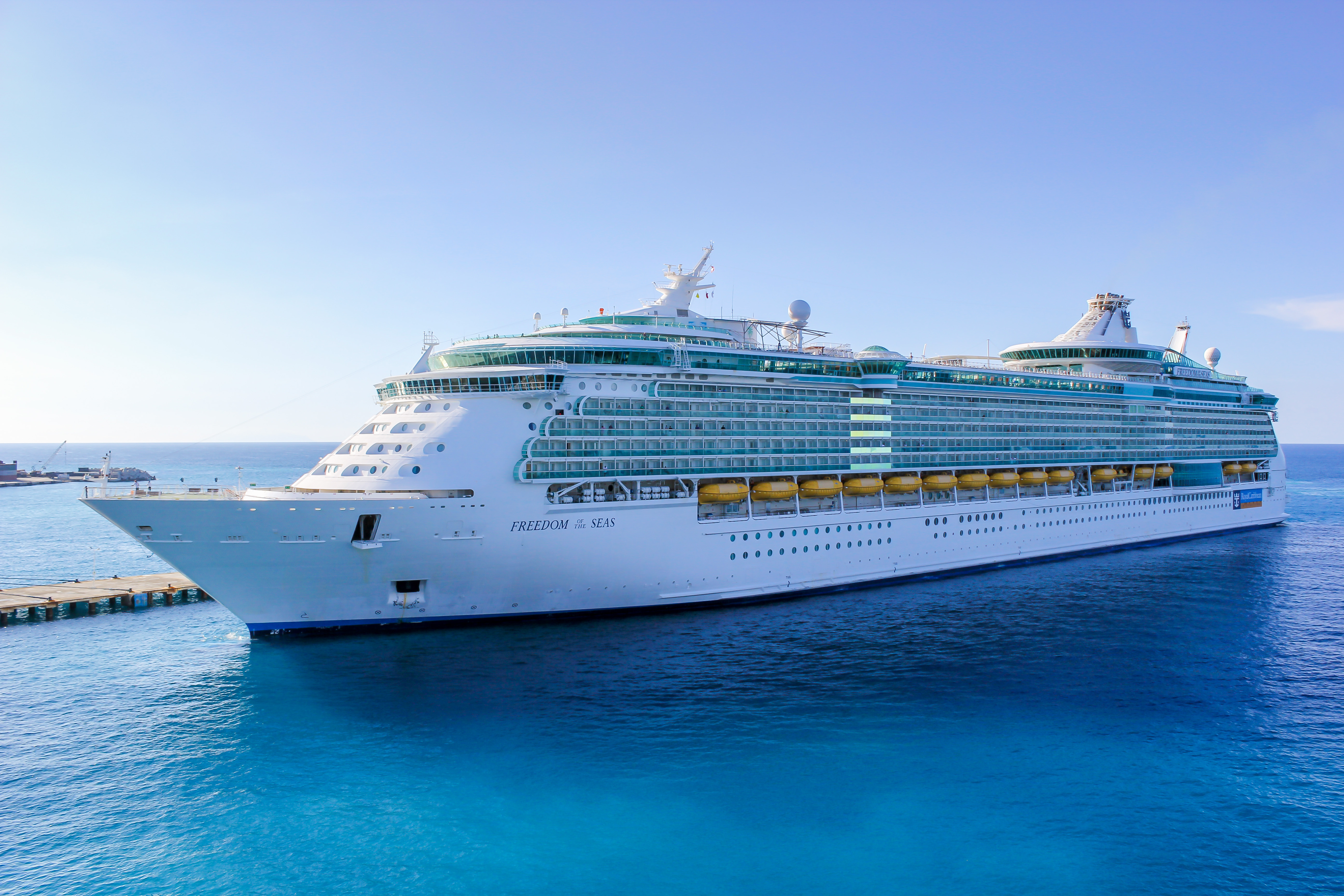
Freedom of the Seas

Die Freedom of the Seas verließ am 24. April 2006 die Werft Aker Yards in Turku, Finnland. Das Schiff wurde in New York getauft und begann am 4. Juni 2006 ihre erste Kreuzfahrt. Mit einer Vermessung von 154.407 BRZ übertraf es die RMS Queen Mary 2 als größtes Passagierschiff der Welt. Das zweite Schiff, die Liberty of the Seas, wurde im Mai 2007 abgeliefert. Seitdem kreuzt es in der Karibik. Eine Besonderheit ist der Flow Rider und die H2O-Zone für Kinder. Die Freedom of the Seas verfolgt die Tradition der Voyager-Klasse mit einer Einkaufspassage, die sich Royal Promenade nennt, sie beinhaltet ein Irish Pub, Geschäfte, Bars und ein 24 Stunden am Tag geöffnetes Cafe.
- Freedom of the Seas
- Liberty of the Seas
- Independence of the Seas

### Voyager-Klasse

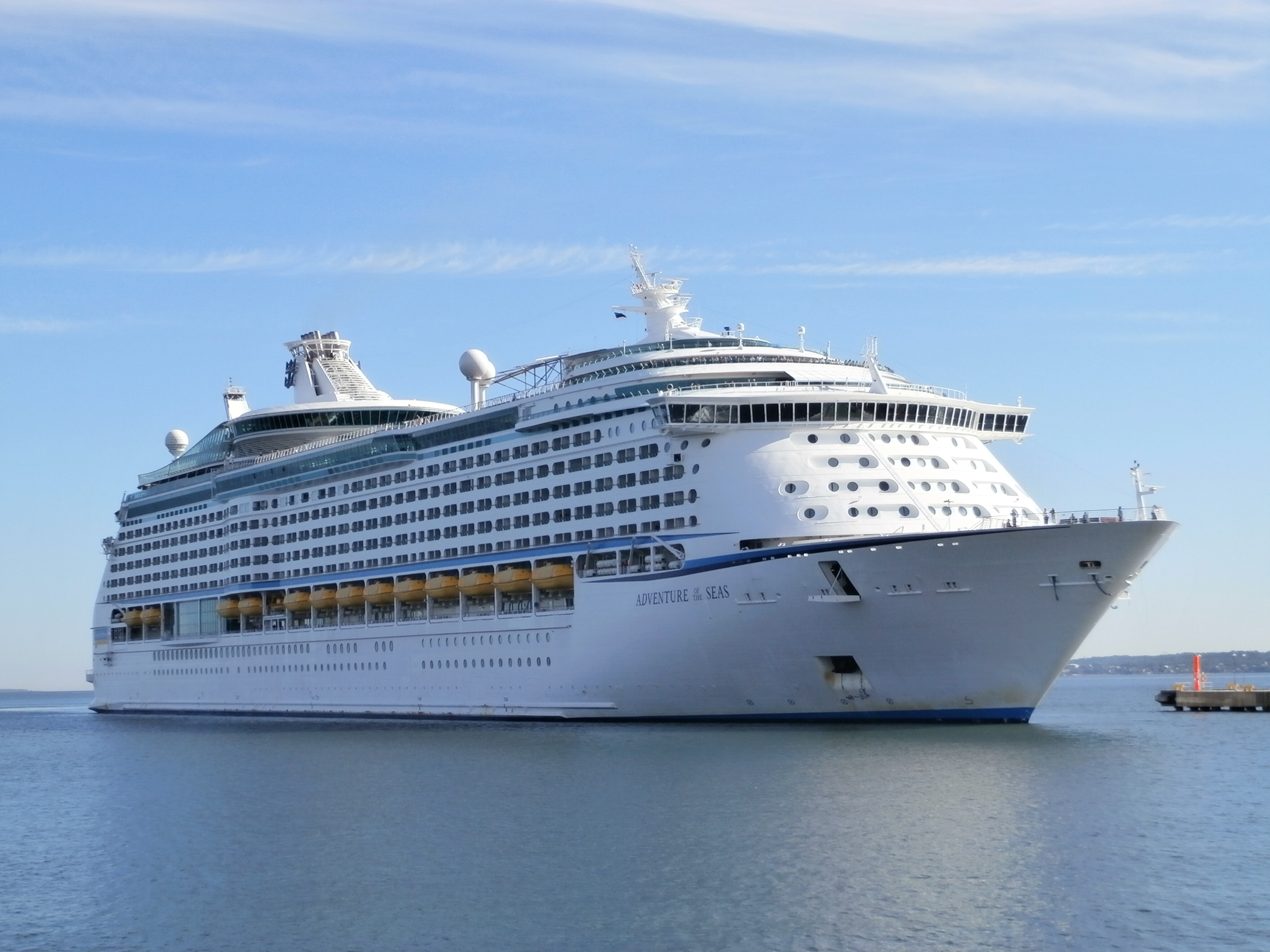
Adventure of the Seas

Das Typschiff dieser Klasse, die Voyager of the Seas, war bei ihrer Indienststellung das größte Passagierschiff der Welt. Die Schiffe wurden bei Aker Yards (damals noch Aker Kvaerner) in Finnland gebaut. Sie haben eine Einkaufspassage. An Bord gibt es viele sportliche Möglichkeiten: Basketball-/Volleyballfelder, Eislaufbahn, drei Swimming-Pools, Mini-Golf-Anlage, Skate Ring, Walk-A-Mile (auf Deck 12) und eine Kletterwand.
- Voyager of the Seas
- Explorer of the Seas
- Adventure of the Seas
- Navigator of the Seas
- Mariner of the Seas

### Radiance-Klasse

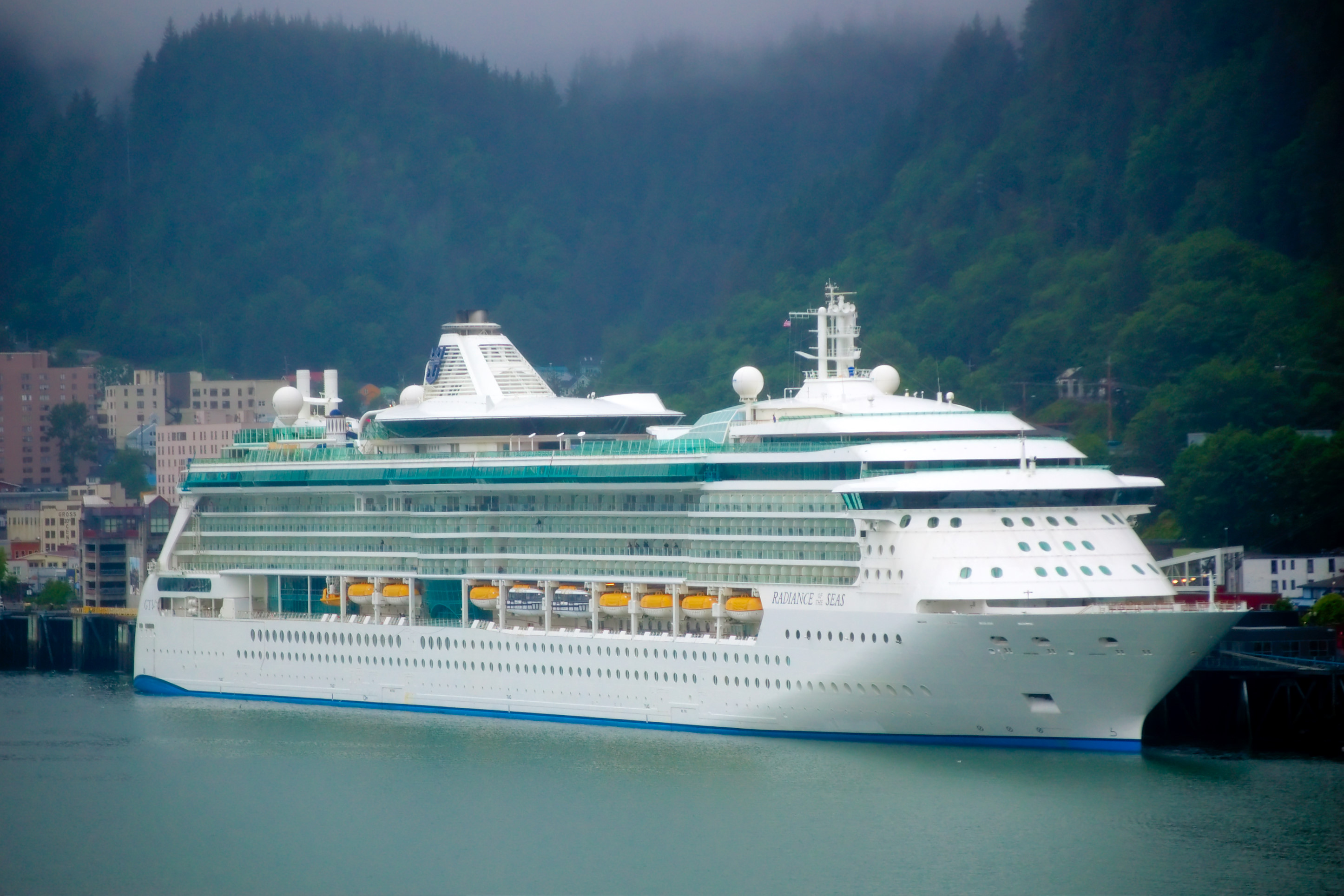
Radiance of the Seas

Alle Schiffe dieser Klasse haben Gasturbinenantriebe. Die Schiffe der Radiance-Klasse besitzen Aufzüge aus Glas, über 700 Balkonkabinen, zwei Speisesäle mit Fenstern, ein Glasdach am Poolbereich, einen Außenpool und einen Billardraum. Gebaut wurden sie zwischen 1998 und 2004 auf der Meyer Werft in Papenburg/Deutschland. Für zwei weitere Schiffe, mit Fertigstellung 2005 und 2006 bestellte Schiffe, vereinbarte man ein Rücktrittsrecht durch den Auftraggeber. Beide Schiffe wurden nicht gebaut.
- Radiance of the Seas
- Brilliance of the Seas
- Serenade of the Seas
- Jewel of the Seas

### Vision-Klasse

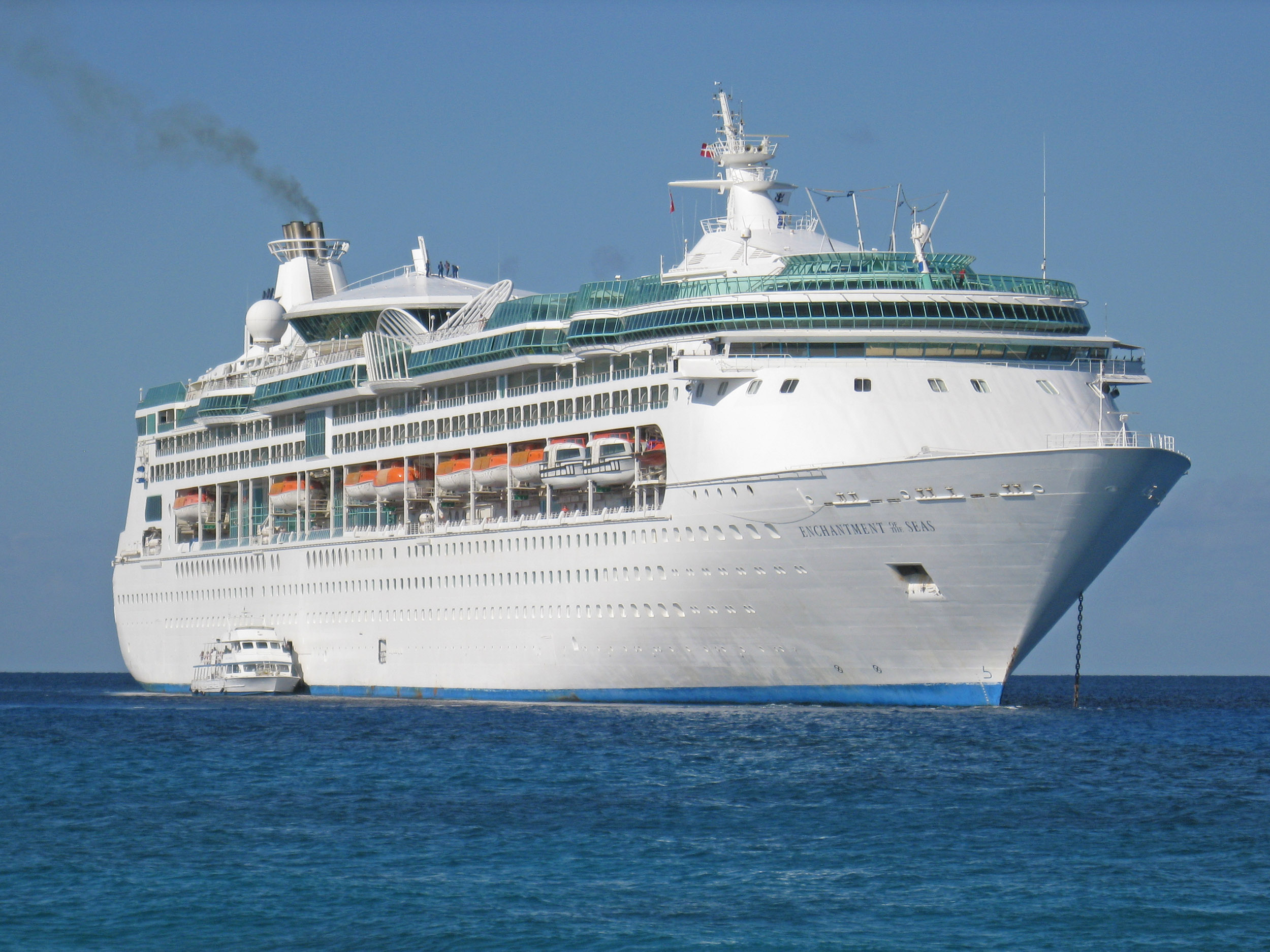
Enchantment of the Seas

Die Schiffe der Vision-Klasse sind mit rund 69.000 bis 83.000 BRZ vermessen. Alle Schiffe wurden zwischen 1993 und 1998 auf den Werften Kvaerner Masa Yards in Helsinki, beziehungsweise Chantiers de l’Atlantique in Saint-Nazaire, gebaut.
- Grandeur of the Seas
- Enchantment of the Seas
- Rhapsody of the Seas
- Vision of the Seas

2004 wurde die Enchantment of the Seas um circa 22 Meter verlängert und der Gästebereich vergrößert. Das Schiff wurde dabei mit einem Pool mit Hängebrücke und einem Spezialitätenrestaurants ausgestattet.
Ursprünglich betrieb RCI zwei weitere Schiffe der Klasse, die Splendour of the Seas und die Legend of the Seas. Sie unterscheiden sich etwas von den anderen Schiffen der Vision-Klasse, da sie als einzige Schiffe der Klasse mit einer Golfanlage ausgestattet sind. Beide Schiffe sind rund 5.000 BRZ kleiner. Beide Schiffe verließen 2016, beziehungsweise 2017 die Flotte von RCI.

## Privatstrände

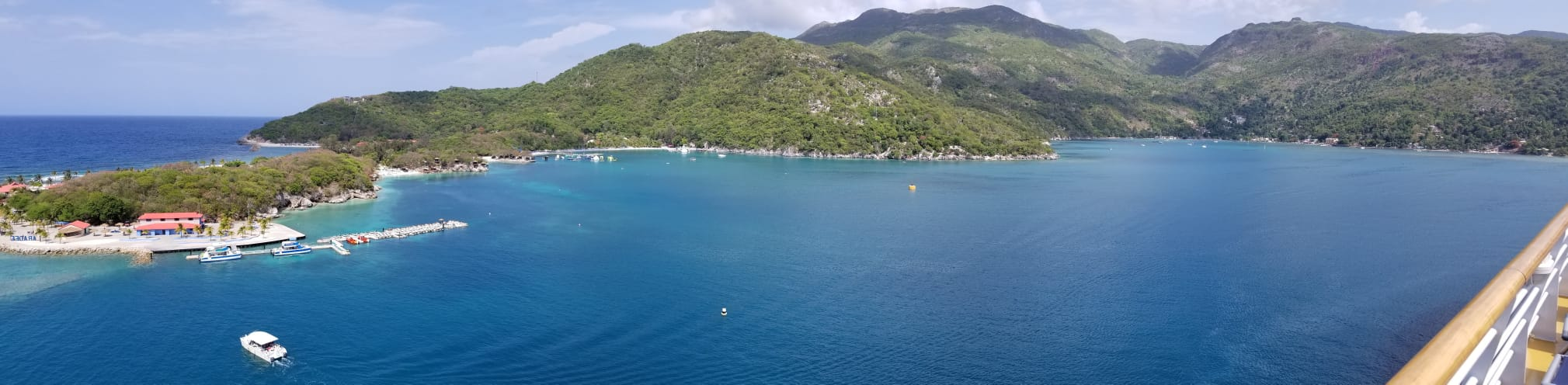
Labadee

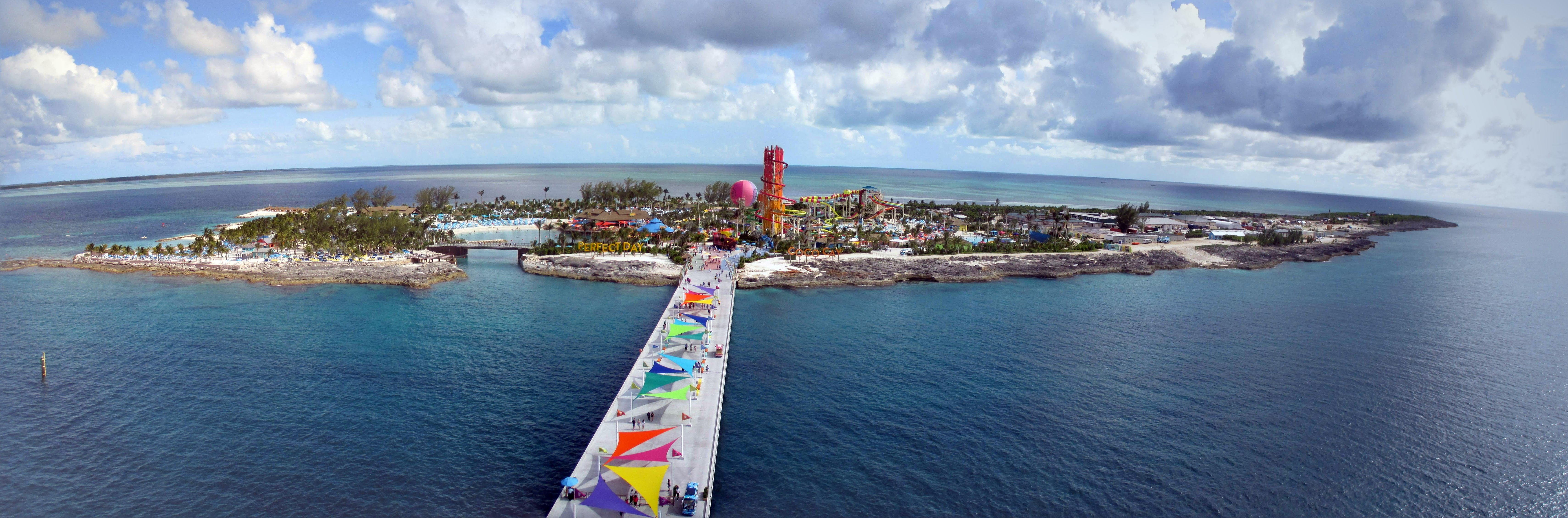
Coco Cay

RCI betreibt zwei Privatstrände, die auch auf den Routen in der Karibik und der Bahamas angefahren werden: Labadee, ein Küstenteil im Norden von Haiti und Coco Cay (vorher: Little Stirrup Cay), eine Privatinsel (Berry Islands) in der Region der Bahamas. Jede Insel hat mehrere Strände, Überdachungen zum Essen, sanitäre Einrichtungen, Klubsessel und Palmen.

## Umwelt
Die Flotte der Royal Caribbean Group wird im Umwelt- und Gesundheitsbericht „2020 Cruise Ship Report Card“ des globalen Umweltschutzbundes Friends of the Earth unter den 18 größten Kreuzfahrtunternehmen der Welt insgesamt als schlecht bewertet. Zu den untersuchten Faktoren zählen die Abwasseraufbereitung, die Reduktion der Luftverschmutzung und die Sicherung der Wasserqualität.
Royal Caribbean sieht sich auf einem guten Weg, als Zeichen ihres jahrzehntelange Engagement von Royal Caribbean für die Umwelt bis 2035 ein klimaneutrales Schiff zu realisieren. Dies werde unterstrichen durch die mit LNG betriebenen Neubauten, dem aktuell saubersten verfügbaren Brennstoff.

## Sicherheit
Nach einigen Ereignissen auf Kreuzfahrtschiffen hat es sich RCI zur Aufgabe gemacht, die Sicherheit an Bord weiter zu erhöhen. Deshalb werden zunehmend mehr Sicherheitspersonal und Kameras eingesetzt.
Einige Sicherheitsmaßnahmen sind:
- Metalldetektor und Röntgengeräte (wie am Flughafen), um z. B. einen Waffenschmuggel zu verhindern.
- Gesichtserkennung ermöglicht es, jeden Passagier zu identifizieren.

## Zwischenfälle
In der Nacht vom 26. auf den 27. Mai 2013 brach um 2:50 Uhr ein Feuer an Bord der Grandeur of the Seas aus. Das Feuer zog sich vom Mooring-Deck (Deck 3) bis auf Deck 6 am Heck des Kreuzfahrtschiffs hoch. Nach zwei Stunden konnte das Feuer gelöscht werden. Von den 2224 Passagieren und 796 Besatzungsmitgliedern wurde niemand verletzt. Das Schiff wurde nach Freeport umgeleitet, um es auf Schäden zu überprüfen.
Im Dezember 2019 kamen im Zuge eines Ausflugs auf Whakaari / White Island 21 Menschen ums Leben (viele von ihnen Passagiere der Ovation of the Seas), als dort der Vulkan ausbrach.

### Der Fall George Allen Smith
Im Juli 2005 verschwand George Allen Smith während seiner Hochzeitsreise auf der Brilliance of the Seas spurlos. Später fand man Blut an einem Teil des Schiffes unterhalb der Kabine des jungen Paars. Nach einer Suche stellte sich heraus, dass George Allen Smith über Bord gefallen zu sein scheint. Später bekamen die Angehörigen eine Abfindung von rund einer Million US-Dollar.